# Tüskés sünök
A tüskés sünök (Erinaceinae) az emlősök (Mammalia) osztályának Eulipotyphla rendjébe, ezen belül a sünfélék (Erinaceidae) családjába tartozó alcsalád.
Az alcsaládba 16 élő faj tartozik.

## Tudnivalók
A tüskés sünök alcsaládja Európában, Ázsiában és Afrikában őshonos. Korábban Észak-Amerikában is jelen voltak, azonban onnan kihaltak. Új-Zélandra betelepítették.

## Rendszerezés
Az alcsaládba az alábbi 5 élő nem és 1 fosszilis nem tartozik:
- Atelerix Pomel, 1848 – 4 faj
- Erinaceus Linnaeus, 1758 – 4 faj; típusnem
- Hemiechinus Fitzinger, 1866 – 2 faj
- Mesechinus Ognev, 1951 – 2 faj
- Paraechinus Trouessart, 1879 – 4 faj

- †Amphechinus Aymard, 1850 - oligocén-miocén[4]